# 陳叔献
陳叔献（陳叔獻、ちん しゅくけん、光大2年（568年）- 太建12年12月29日（581年1月19日））は、南朝陳の皇族。河東王。宣帝陳頊の九男。字は子恭。

## 経歴
陳頊と銭貴妃のあいだの子として生まれた。太建5年（573年）12月、河東王に封じられた。太建7年（575年）、宣毅将軍の位を受け、佐史を置いた。太建12年（580年）4月、散騎常侍・軍師将軍・都督南徐州諸軍事・南徐州刺史となった。12月庚辰（581年1月19日）、死去した。享年は13。侍中・中撫将軍・司空の位を追贈された。諡は康簡といった。
子の陳孝寛が後を嗣ぎ、河東王となった。

## 伝記資料
- 『陳書』巻28 列伝第22
- 『南史』巻65 列伝第55